# Izel-lès-Équerchin
Izel-lès-Équerchin är en kommun i departementet Pas-de-Calais i regionen Hauts-de-France i norra Frankrike. Kommunen ligger i kantonen Vimy som tillhör arrondissementet Arras. År 2022 hade Izel-lès-Équerchin 1 049 invånare.

## Befolkningsutveckling
Antalet invånare i kommunen Izel-lès-Équerchin
| Referens: INSEE |